# 马尔库西
马尔库西（法語：Marcoussis，法語發音：[maʁkusi] ⓘ）是法国法蘭西島大區埃松省的一个市镇，属于帕莱索区。

## 地理
马尔库西（48°38'30"N, 2°13'47"E）面积16.8 平方千米，位于法国法蘭西島大區埃松省，该省份为法国北部内陆省份，北起上塞纳省和马恩河谷省，西接厄尔-卢瓦省和伊夫林省，南至卢瓦雷省，东临塞纳-马恩省。
与马尔库西接壤的市镇（或旧市镇、城区）包括：诺宰、奥兰维尔、布吕耶尔勒沙泰勒、丰特奈莱布里、让夫里、利纳斯、蒙莱里、圣让德博尔加尔、维勒瑞斯特、莱叙利斯。

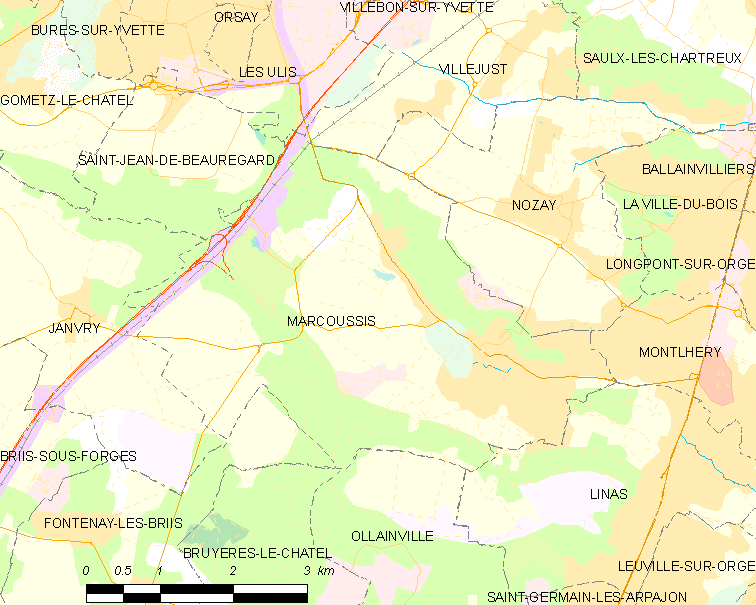
马尔库西的OSM定位图

马尔库西的时区为UTC+01:00、UTC+02:00（夏令时）。

## 行政
马尔库西的邮政编码为91460，INSEE市镇编码为91363。

## 政治
马尔库西所属的省级选区为莱叙利斯县。

## 人口

1962-2008年间马尔库西人口变化图示

马尔库西于2022年1月1日时的人口数量为8597人。

## 友好城市
- 德国瓦尔德萨森 1970年
- 布吉納法索贝雷加杜古（英语：Bérégadougou） 1998年
- 捷克玛丽亚温泉市 2006年